# Johann Christoph Teucher
Johann Christoph Teucher, né vers 1716 à Dresde et mort après 1762, peut-être à Paris, est un graveur allemand.

## Biographie

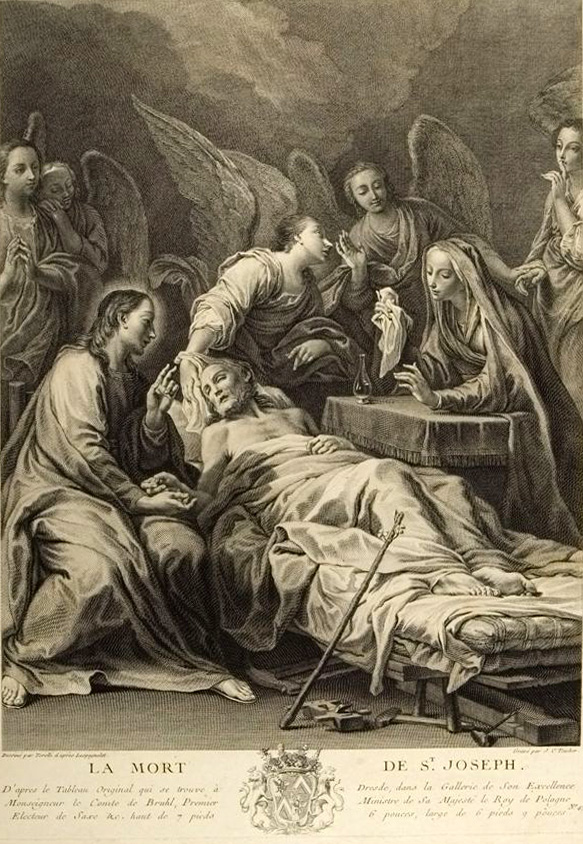
La mort de saint Joseph (n. d., Fogg Art Museum).

Johann Christoph Teucher naît vers 1716 à Dresde.
Graveur de reproduction au burin, on lui doit La Sainte-Vierge et l'enfant-Jésus d'après Le Parmesan, La mort de saint Joseph, dessiné par Torelli, d'après l'Espagnolet, des figures pour les Fables de La Fontaine d'Oudry. 
Il collabore à l'ouvrage intitulée La Galerie de Dresde avec la Vierge à la Rose d'après Le Parmesan. Il travaille à Paris et à Vienne, visite Saint-Pétersbourg en 1760 et y travaille pendant trois ans.
D'après le Bénézit, il meurt à Paris.